# 齊爾奇崖
74°58′S 134°55′W / 74.967°S 134.917°W
齊爾奇崖（英語：Zilch Cliffs）是南極洲的山崖，位於瑪麗伯德地，處於麥當勞高地東端，由美國研究隊拍攝空中照片，以美國海軍的上尉指揮官命名，現時由南極條約體系管理。